# Верхне-Волжская железная дорога
Верхне-Волжская железная дорога — частная железная дорога в Верхневолжье, сооружавшаяся в 1914—1921 гг. и во второй половине 1930-х гг. Планировалась как часть резервного маршрута из Санкт-Петербурга в Москву. Сегодня линии входят в состав Московского региона Октябрьской железной дороги.

## Построенные линии
- Савёлово — Калязин (1918)
- Кашин — Калязин (1918)
- Калязин — Углич (1930-е годы)
- Калязин — Новки (не осуществлено)

## История

### Предпосылки создания
Верхне-Волжская железная дорога проектировалась и строилась в начале XX века на перспективном с транспортной и экономической точек зрения направлении Тверь — Рыбинск — Нижний Новгород, мало охваченном быстрым по тем временам железнодорожным транспортом.
Верхне-Волжская железная дорога должна была связать города Кашин, Калязин, Рыбинск и Углич как между собой, так и с завершённой в 1900 году веткой Москва — Савёлово, что позволяло существенно ускорить доставку грузов в Москву с Волги, перевозка грузов по которой в то время осуществлялась на тихоходных плоскодонках.
Строительство Верхне-Волжской железной дороги, основные ветки которой находились и проектировались к северо-северо западу от Москвы, в нынешней Тверской, Ярославской и Владимирской областях, а также работу акционерного общества по её созданию можно назвать дореволюционным аналогом того, что сегодня принято называть частно-государственным партнёрством.
Такая концессионная, или смешанная частно-государственная форма финансирования и управления была характерна для прокладки железных дорог в Российской империи. На фоне развернувшегося в середине XIX века бума строительства железных дорог, российское государство сочетало частный способ возведения дорог и постройку их за счёт казны, периодически отдавая преимущество той или иной системе строительства.
Со второй половины XIX века и до революции 1917 года на деньги частных учредителей при участии государства были проложено и использовалось несколько магистральных веток железных дорог, составивших основу сегодняшней железнодорожной сети России. Китайско-Восточная железная дорога (КВЖД), Кулундинская, Минусинская магистрали, Аккерманская железная дорога, сеть Юго-Восточных железных дорог, Олонецкая железная дорога — все эти дороги были построены с привлечением капиталов частных предпринимателей-концессионеров, объединявшихся в форме акционерных обществ. (Само понятие акционерного общества в дореволюционной России было закреплено в «Положении о компаниях на акциях», утверждённом Указом от 6 декабря 1836 г. и действовавшего вплоть до октябрьской революции) .
Учредители железнодорожных обществ получали разрешение и административную поддержку государства, однако несли колоссальные финансовые риски. Чтобы получить разрешение на учреждение акционерного общества, им требовалось согласие верховной власти или органов подчинённого управления, а также министра финансов. Проекты были весьма рискованными для предпринимателей: ещё до разрешения на учреждение общества они обязывались провести изыскания трассы; составить полный проект дороги; разработать сметы на все объекты строительства; а также внести в Государственный банк 5 % от общей суммы строительного капитала. При этом Правительство могло отклонить проект или даже полностью отказаться от концессии.
Несмотря на риски, эксплуатация железных дорог была экономически привлекательной. Правительство гарантировало исполнение обязательств по ценным бумагам железнодорожных обществ. Владельцам акций обеспечивался твердый дивиденд не с момента ввода линии в эксплуатацию, а со дня организации акционерного общества.

### Учредители Общества и его устав
Учредителями Общества Верхне-Волжской железной дороги являлись дворянин и предприниматель Николай Васильевич Беляев (1859—1920), почётный гражданин г. Переславля Залесского Леонид Сергеевич Павлов (1870—1917), инженер путей сообщения Федор Николаевич Мамонтов, дворянин Николай Митрофанович Андреев, личный почётный гражданин Иван Орестович Курлюков и генерал-майор Анатолий Анатольевич Рейнбот (1868—1918) .
Правление Общества располагалось в Москве, а управление по сооружению железнодорожных линий в Санкт-Петербурге в Доме Перцова. Председателем правления был Николай Васильевич Беляев.
Самым существенным правом, которое получали акционеры Общества, было право владения магистралью и её вспомогательными предприятиями на 81 год со дня открытия движения.
В то же время Общество брало на себя множество обязательств перед государством. Так, по истечении 81-летнего срока железная дорога и другая собственность Общества должна была бесплатно перейти в казну. Имущество Общества, как недвижимое, так и движимое, составлявшее принадлежность железной дороги, не могло быть отчуждаемо или заложено без разрешения правительства.
Среди других обязанностей Общества были изыскания по строительству ветки Углич — Рыбинск, обеспечение перевозки почты и при необходимости войск, отведение квартир для чиновников почтово-телеграфного ведомства, строительство военно-продовольственного пункта на линии Кашин-Новки.
Пропускная способность железной дороги должна была составлять 3 пары пассажирских и 6 пар товарных поездов в сутки. Предполагалось и возможность использовать дорогу для движения военных поездов.
Дорогу планировалось построить за 3 года. Общая стоимость проекта, включая подвижной состав, а также оборотный капитал общества, должна была составить 21 млн 620 тысяч рублей.

### Планирование и строительство до Революции
Верхне-Волжской железная дорога строилась для связи Кашина (в то время станции Московско-Виндаво-Рыбинской железной дороги), Калязина и станции Новки Московско-Нижегородской железной дороги.
Также от Калязина должны были быть построены ещё две ветки. Первая — к станции Савёлово (тогда — в ведении Северных железных дорог), и вторая — к городу Угличу. По данным на 1914 год, суммарная протяжённость дороги должна была составить 332 версты. Из них линия Кашин-Новки должна была быть самой протяжённой — около 239 верст, ветви Калязин-Савёлово 50 верст и ветви Калязин-Углич около 43 верст.
Из-за Первой мировой войны и революции в России, строительство велось очень медленными темпами. В течение 1914—1917 гг. Общество строило железнодорожные линию Калязин-Савёлово, открытую в 1918 году.
Была построена и вторая «короткая» ветка Кашин — Калязин. Открытие этого участка замкнуло резервный путь из Москвы в Санкт-Петербург, проходящий через Калязин, Овинище, Хвойную, Мгу.
В 1916 г. были разработаны расценочные ведомости работ по сооружению линий Кашин-Новки и Савёлово-Углич. Однако в связи с тем же тяжелым финансовым положением страны строительство Савёловского радиуса от Калязина через Углич до Рыбинска (спроектированного ещё в царской России) так и не началось.
- Паровоз типа "О". Эксплуатировался в 1900-х, 1910-х, 1920-х годах на линии Москва – Савёлово, а затем и Савёлово – Калязин
- Паровоз типа "2-2-0-П". Эксплуатировался в 1900-х, 1910-х, 1920-х годах на линиях Рыбинск – Бежецк и Кашин – Красный Холм

### В советское время
После 1918 года некоторые члены Общества Верхне-Волжской железной дороги, например: Н. В. Беляев, были репрессированы, а выстроенные Обществом линии железной дороги — национализированы и переданы в ведение Народного комиссариата путей сообщения.
О «царских» планах строительства линии Калязин — Углич — Рыбинск вспомнили в 1930-е годы во время индустриализации, когда возникла необходимость подвозить стройматериалы для постройки Угличской ГЭС. В короткие сроки по «царскому» проекту Общества была построена ветка Калязин — Углич (48 км), открытая для движения в 1937 году. Строительство участка Углич — Рыбинск так и не было осуществлено.
В связи с затоплением ложа Угличского водохранилища в некоторых участках уже построенных веток Верхне-Волжской железной дороги потребовалось перенести пути, а некоторые из её станций — населённых пунктов оказались затоплены, в том числе и старинный город Калязин. То же случилось и с населёнными пунктами на участке между городами Углич и Рыбинск в связи с организацией Рыбинского водохранилища.

### Сегодня
Сегодня ветки Савёлово — Калязин и Калязин — Углич входят в состав Савёловского направления Октябрьской железной дороги. По ним осуществляется движение товарных поездов и пассажирского поезда Москва-Рыбинск.

## Документы
- ЦГА М. Ф. 1434. Оп.1. Правление общества Верхне-Волжской железной дороги. 1914—1917. Дд.1-10.
- ЦГА СПб. Ф.Р-9346. Оп.1. Отдел строительства Верхне-Волжской железной дороги — Комитет общественных учреждений Высшего экономического совета РСФСР (1917 — [1921]). Дд.158. 1917—1921 гг.
- РГИА. Ф.350. Планы и чертежи по сооружению железных дорог (коллекция). Оп.77. Верхне-Волжская железная дорога и др. 1873—1917 гг.